# Pablo Pintado y Riba

Planta baja del Palacio de los Congresos y Exposiciones, 1954.

Planta primera del Palacio de Congresos y Exposiciones, 1954.

Pablo Pintado y Riba (Madrid, 18 de julio de 1924-Madrid, 10 de febrero de 2007) fue un arquitecto y urbanista español.

## Biografía
Pablo Pintado y Riba nació en la capital de España, Madrid en 1924. Realizó los estudios primarios en la Institución Libre de Enseñanza desde el 1927 hasta 1936, después los estudios secundarios en el Instituto Cervantes de Madrid, en los años 1935 y 1936. Tras la muerte de su padre, Sidonio Pintado (Cambrils, 1936) y la inhabilitación en 1939 de su madre María Riba, ambos maestros vinculados a la Institución Libre de Enseñanza, Pablo Pintado tuvo que ejercer de maestro de enseñanza primaria (obteniendo el título en 1942) y más tarde como topógrafo del Instituto Geográfico Nacional, en marzo de 1943. A su vez, estudió la carrera de Arquitectura en la Escuela Técnica Superior de Arquitectura de Madrid finalizando en 1955, donde en el mismo año es nombrado profesor adjunto de Geometría Descriptiva en la Escuela de Aparejadores de Madrid, desempeñando el puesto hasta el 1960.
Una vez finalizados sus estudios, obtiene el Premio Nacional de Arquitectura en 1958. Más adelante, entre los años 1960 y 1963, desempeña el cargo de Arquitecto de la Excma. Diputación Provincial de Cuenca.
En 1964 ganó el concurso convocado por el entonces Ministerio de Información y Turismo para la construcción del Palacio de Congresos y Exposiciones de Madrid, inaugurado en 1970, donde hoy podemos admirar el gran mural de azulejería obra del ceramista Llorens Artigas según diseño original del pintor Joan Miró, incorporado en 1980. Ese mismo año del concurso, también termina sus estudios de Técnico Urbanista en el Instituto de Estudios de Administración Local de Madrid. Más tarde a finales de la década de los sesenta, recibe el título de Doctor Ingeniero.
Desde la fecha que empezó a ejercer su profesión como arquitecto, ha realizado más de 700 anteproyectos y proyectos para obras de muy diversa índole: viviendas unifamiliares, bloques de viviendas, fábricas, escuelas, edificios públicos, etc.
Finalmente, Pablo Pintado y Riba falleció en el año 2007 en Madrid.

## Arquitectura
En cuanto a su carrera profesional como arquitecto, destaca por ser muy variada y dilatada en el tiempo, dedicada al planeamiento urbanístico, proyectos de vivienda colectiva y unifamiliar, edificios industriales, hoteleros, comerciales y deportivos. Además, colaboró en proyectos de pueblos de colonización, viviendas para el Patronato de Casas del Ministerio de Información y Turismo, en el Centro de Documentación Geográfica y la ampliación de la Real Academia de Ciencias Exactas.
Influenciado por la corriente racionalista española, aquella que a su vez heredaba de los grandes maestros y contribuía activamente en los CIAM (congreso internacional de arquitectura moderna).

### Concurso de Palacio de Congreso y Exposiciones en Madrid, 1954.[1]
Pablo Pintado ganó el concurso planteando un proyecto de 10.148 m² en el edificio principal y 5.515 m² en una gran superficie con aparcamientos subterráneo. El coeficiente edificable permitido era de 7 m³/m², lo que permitía un volumen total de 96.600 m³.
El programa del proyecto consistió en:
- Planta sótano: elaboración de documentos, parada de autobús del parque, espacio para el aire acondicionado, calefacción, etc.
- Planta baja: salón principal, locales de información y comercio, administración, salas de exposiciones, cafetería, sala para la maquinaria de escenarios.
- Planta primera: sala auditorio, salas de comisiones, vestíbulo, sala de conferencias de prensa.
- Planta segunda: sala auditorio sala de juntas y vestíbulo, biblioteca y servicios, restaurante, capilla y sala de oficinas.
- Planta tercera: anfiteatro, salas de comités, cabinas de proyección y cabinas de traducción.

Cuyos accesos fueron muy importantes para la propuesta y se compuso de la siguiente manera:
- Por el departamento administrativo, desde el patio de honor, en la actual Paseo de la Castellana.
- Al salón de banquetes y recepción, por la Avenida General Perón.
- Con acceso al auditorio y demás instalaciones de la Avenida General Perón.
- Acceso de subalternos y trabajadores de servicios al sótano, así como acceso de vehículos al estacionamiento de allí a la estación de autobuses.

En general, la solución aportada puede verse como una agrupación de tres volúmenes diferentes. El primero de ellos, el cuerpo bajo, es el paralelepípedo junto a la avenida del Generalísimo (actual Paseo de la Castellana), donde se situó la sala de exposiciones, el salón de banquetes y el restaurante.
En el segundo, de mayor altura, es otro paralelepípedo que contenía todas las salas precisas para el Palacio de Congresos. El tercero es designado por la autoridad superior de la gran sala Auditórium para 1500 personas y dos salas de comisiones para 500 y 300 asientos. Esta decisión con el escenario central permitía utilizar el conjunto de forma independiente o en una sola unidad, respecto a los distintos tipos de exposiciones que se realizaba en el Palacio de Congresos.

### 1ºPremio del concurso para la plaza Mayor de Salamanca, 1956.[2]
El concurso se convocó para solucionar la zona central de la Plaza Mayor de Salamanca con un elemento decorativo y premiar los proyectos que se inscribieron al concurso.
El jurado recomendó al ayuntamiento de la ciudad abstenerse de no ejecutar los proyectos ganadores y recomendó evitar los elementos arquitectónicos centrales, enfatizando el elemento más noble de la plaza que sería la fachada de la Casa Consistorial, se quería destacar el espacio para el tráfico rodado y los peatones e iluminar el gran espacio de la plaza cuadrando la iluminación con las líneas de distribución de tráfico.
Cuando Pablo Pintado fue a visitar la Plaza Mayor de Salamanca para conocer su estado en ese momento, tras las reformas que se realizó hace unos años antes, le pareció correcto eliminar todos los jardines que se encontraban.
Según el arquitecto, solo se encontró dos fallos: la primera, la gran monotonía que se daba día a día por la gran masa continua de losas de granito; en segundo lugar, la falta de iluminación nocturna en el centro de la plaza.
Con estos dos puntos en mente, Pablo Pintado desarrolló el proyecto con un elemento que rompiera la monotonía de las losas: tenía que ser algo dinámico, nunca algo estático. Por tanto, se resolvió con la idea de una fuente, muy baja, con un gran depósito de agua y central. De esta forma, no se destruyó la unidad de las fachadas de la plaza.
La iluminación se conseguía colocando unas fuentes de luz ocultas, que producían una intensidad lumínica suficiente hasta 25 m por reflexión en la parte inferior de la taza central. El perfil resultante de estos dos puntos es una fuente sin carácter, pero completamente funcional. 

### Escuela de Artes y Oficios. Primer premio del concurso nacional de arquitectura 1958.[3]
Fue elaborado por Pablo Pintado, Julio Bravo y Rafael Lozano. La ubicación del complejo se planeó en Las Palmas de Gran Canaria. Todos los edificios que se compuso en este proyecto de Escuela de Artes y Oficios pretendían aunar en una unidad toda la enseñanza propia de este tipo de centros con clases teóricas y seminarios, y talleres separados solo para hombres y mixtos.
Distribución General del proyecto consistía en zona administrativa: dos plantas, zona representativa: una planta, zona cultura general: dos plantas, zona especial: cinco plantas, zona de talleres: una planta, zona deportiva: campos de fútbol y baloncesto.
Las cuatro primeras zonas mencionadas anteriormente forman una unidad, se llamaba la zona de silencio, por lo que se ubican en una sola unidad, formando una serie de bloques con zonas verdes independientes en el medio, separadas de la zona de trabajo, llamada la zona de ruido.
En cuanto a las circulaciones de la propuesta, constaba de una gran plaza abierta, con acceso de vehículos y estacionamiento para los mismos, nos conduce a un gran vestíbulo porticado muy diáfano, que puede servir como elemento de distribución general con fácil acceso del mismo a las diferentes zonas.
El conjunto de edificios se desarrollaba (en su mayoría) horizontalmente, y solo uno de ellos era más alto que el conjunto. Los elementos modulares del taller se abordan, con una iluminación intensa y orientada al norte, aprovechando el desnivel de las cubiertas. Se proporcionó iluminación adicional en las paredes verticales. Los dos pabellones para clases teóricas se trataron teniendo en cuenta la climatología en la que se encuentran, con acceso a diferentes plantas con galerías y rampas diáfanas. Las clases de dibujo estaban diseñadas como grandes salas, divididas en compartimentos interconectados, iluminados hacia el este por grandes ventanales. Se tuvo en cuenta un área deportiva con canchas de fútbol y baloncesto, así como sus respectivos vestuarios para lograr la incorporación de elementos de entrenamiento presidiendo el conjunto.

### Fábrica de zumos en Oliva, 1966.[4]
Se construyó un complejo industrial en la carretera Alicante-Valencia y en las afueras de Oliva para la elaboración de productos cítricos.
El programa del proyecto necesitaba los requisitos para naves grandes dedicadas al desarrollo de las frutas, cámaras frigoríficas, salas de envasado, almacenes de forrajes, etc. En los pabellones adyacentes también se construyó laboratorios, oficinas, cocinas de empresa, etc.
Dadas las características de este complejo industrial, se realizó con una modulación total de 8 m por 22,50 m, donde el revestimiento de las naves principales se resolvió mediante bóvedas  laminares en hormigón armado del tipo paraboloide hiperbólico, con lo que la gran separación que había entre los apoyos creaba espacios prácticamente diáfanos.
La iluminación general se resolvió con ventanas bajas o altas dependiendo de la orientación de las respectivas fachadas.
Los cerramientos, se elaboraron de ladrillo macizo de 30 cm de espesor, con un color gris claro típico de esta región. Se completaron un total de 26 marquesinas de los dos edificios principales con dos encofrados desmontables que se bajaban y se trasladaban a nuevas ubicaciones cada tres meses.
La superficie total cubierta de estas marquesinas fue de unos 4.700 m², se construyó en unos tres meses con cementos especiales, que permitían una rápido desencofrado.

## Obras representativas

### Arquitectura
- Palacio de Exposiciones y Congresos de Madrid
- Delegación de Hacienda en Cáceres
- Sede de ENHER en Barcelona
- Edificio Peugeot en Buenos Aires
- Anteproyecto del Gobierno Civil de Tarragona
- Anteproyecto de centro Cultural Plateau Beaubourg en Paris
- Residencia de S.A.R. el Infante don Fernando de Baviera en Madrid
- Capilla en San Vicente do Mar de El Grove (Pontevedra)
- Viviendas de protección Oficial para el Patronato del Ministerio de Información y Turismo
- Observatorio Geofísico de San Pablo de los Montes

### Urbanismo
- Plan General de Aranda de Duero (Burgos)
- Plan General de Pontevedra
- Plan Parcial en Zaragoza
- Plan Parcial en Toledo

## Premios y distinciones
- Arquitecto Colegiado en el Colegio Oficial de Arquitectos de Madrid desde 1965, número de colegiado 1091
- Primer Premio Concurso Anteproyecto para la Ordenación de la Plaza de la Quintana y alrededores de Madrid. Comisaría Nacional de Urbanismo, 1955
- Premio Extraordinario Fin de Carrera “Aníbal Álvarez” de la Escuela Superior de Arquitectura de Madrid, 1955
- Primer Premio Comisaría de Ordenación Urbana de Madrid por el Proyecto Parque Este, 1956
- Primer Premio Concurso de Anteproyectos para la Ordenación de la Plaza Mayor de Salamanca, 1956
- Primer Premio Concurso de Anteproyectos para la Delegación de Hacienda de Cáceres, 1957
- Primer Premio Concurso de Proyectos para Escuelas Rurales. Ministerio de Educación, 1957
- Primer Premio Concurso de Anteproyectos de Escuelas Graduadas, 1958
- Premio Nacional de Arquitectura 1958
- Premio Concurso de Ideas para la Caja de Ahorros de Sevilla, 1959
- Accésit Concurso de Anteproyectos para la Iglesia de San Esteba, 1959
- Accésit Concurso del Avance de Planteamiento del Polígono de prolongación de la Alameda de Málaga, 1960
- Medalla de Plata COAM, 1993
- Medalla de Oro COAM, 2006